# 那珂通雅
那珂 通雅（なか みちまさ、1964年8月14日 - ）は、日本の実業家。ボードウォーク・キャピタル株式会社 代表取締役社長。ストームハーバー証券株式会社代表取締役社長やシティグループ証券取締役副社長を歴任した。　

## 人物
- 慶應義塾大学大学院理工学研究科修士課程を修了後、ソロモン・ブラザーズアジア証券に入社し、外国債券営業部に所属。
- 1999年、日興ソロモン・スミスバーニー会社設立に伴い債券本部ディレクターへ、翌年マネジングディレクターに昇格し、債券グループ統括。
- 2009年、シティグループ証券の取締役に就任、その後同社取締役副社長に昇格。
- 2010年、シティグループ証券の取締役副社長を退任後、ストームハーバー証券株式会社を設立し、代表取締役社長に就任。
- 2014年、ストームハーバー証券株式会社 取締役会長に就任。
- 2016年、ボードウォーク・キャピタル株式会社を設立　代表取締役社長に就任。

## 起業
- 金融危機後、グローバル市場で経験を積み、志を同じくした金融プロフェッショナルと共に、独立系証券会社、ストームハーバー証券株式会社を設立。
- グローバル・ネットワークを駆使し、お客様への誠実な助言や商品を提供することにより健全で活気のある金融・証券市場の発展に直接貢献できることと信じている。
- 創業2年足らずして、史上最短で「The Banker誌」の2012年度Investment Banking部門における「The Most Innovative Boutique of the Year」を受賞
- 2015年2月　あすかアセットマネジメント株式会社を買収した[1]

## 略歴
- 1983年3月 - 桐蔭学園高等学校卒業
- 1987年3月 - 慶應義塾大学理工学部管理工学科卒業
- 1989年3月 - 慶應義塾大学大学院理工学研究科修士課程修了
- 1989年4月 - ソロモン・ブラザーズ・アジア証券会社に入社、外国債券営業部に所属
- 1999年2月 - 日興ソロモン・スミス・バーニー証券会社設立にともない債券本部ディレクターに就任し、外国債券営業の生保・信託グループを統轄
- 2000年1月 - マネジング・ディレクターに昇格
- 2004年4月 - 日興シティグループ証券株式会社（旧日興ソロモン・スミス・バーニー証券会社）債券本部　金融商品開発共同責任者に就任
- 2004年12月 - 常務執行役員債券本部共同本部長に昇格
- 2008年6月 - 常務執行役員市場営業本部長に就任
- 2009年10月 - シティグループ証券株式会社の取締役に就任
- 2009年12月 - 同社取締役副社長（市場営業本部長兼務）に昇格
  - 同社の取締役会及び経営委員会のメンバー
  - Citigroup本社においては、Global Investor Sales Management Committee および　Global Markets Asia Management Committee のメンバーを兼任
  - 日本証券業協会　公社債委員会委員、及び金融商品委員会委員
- 2010年6月 - シティグループ証券株式会社の取締役副社長を退任
- 2010年12月 - ストームハーバー証券株式会社の代表取締役社長に就任
  - 財務省　国の債務管理の在り方に関する懇談会メンバーに歴任
- 2011年3月 - GLM株式会社　監査役に就任
- 2011年8月 - 株式会社ジャパンビジネスラボの顧問に就任
- 2014年7月 - あすかアセットマネジメントの取締役 に就任
- 2014年7月 - 株式会社eWellの取締役に就任
- 2014年9月 - 株式会社アイスタイルの取締役に就任
- 2014年10月 - ストームハーバー証券株式会社の取締役会長に就任
- 2014年11月 - 株式会社ジーニーの取締役に就任
- 2016年7月 - ボードウォーク・キャピタル株式会社を設立。代表取締役社長に就任

株式会社サイバーエージェント顧問

## 著書
企業出版(ブランディング出版)を行う出版社・幻冬舎メディアコンサルティングから、ストームハーバー証券の企業出版として以下の書籍を出版してる。
- 『世界で勝つグローバル人材の条件』 幻冬舎 2013年3月22日[3]